# Mytilinii

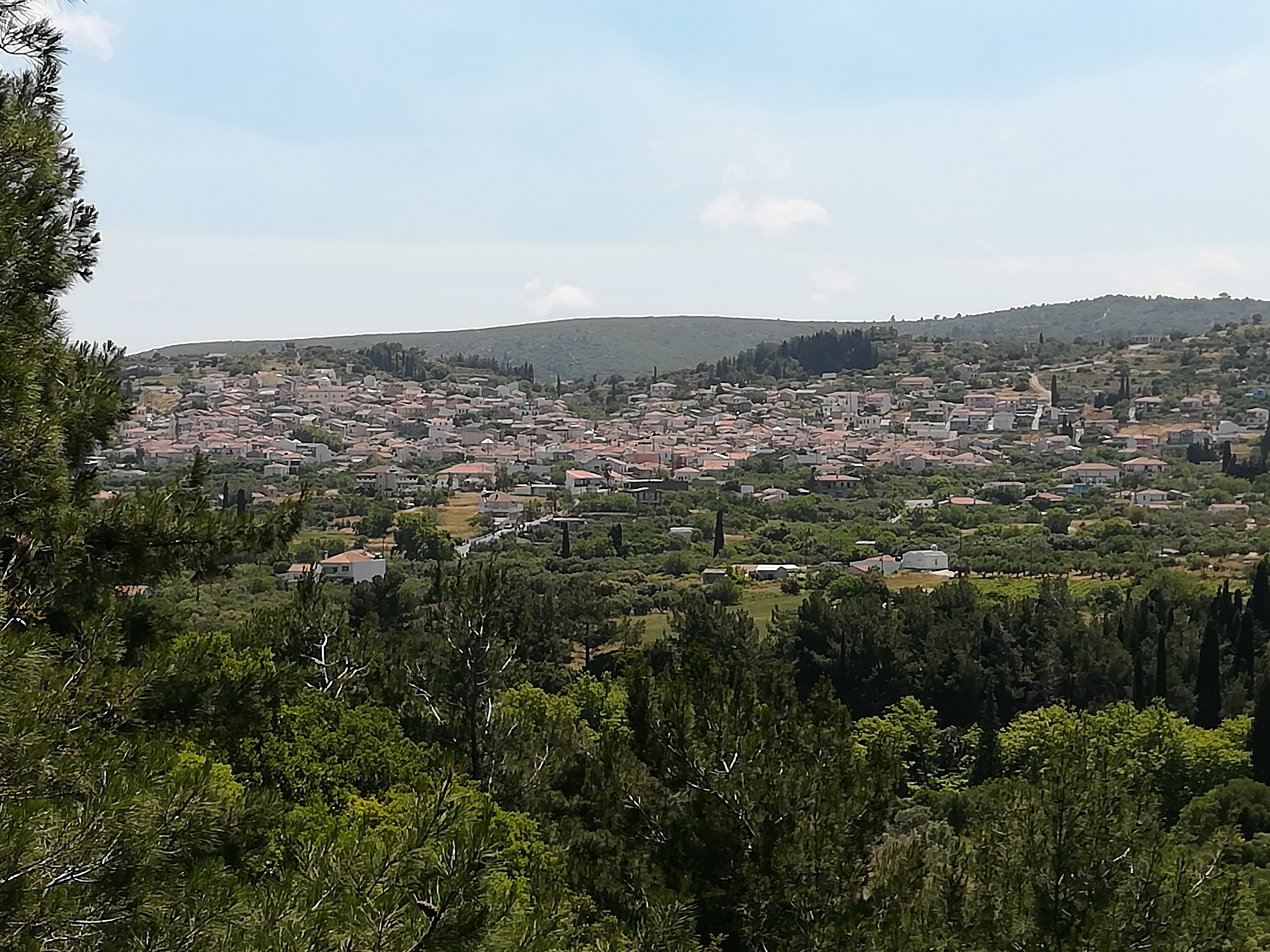
Mytilinii (2021)

Mytilinii (griechisch Μυτιληνιοί (m. pl.)) ist mit 1982 Einwohnern (2011) nach Samos und Karlovasi die drittgrößte Stadt auf der griechischen Insel Samos. Zusammen mit den umliegenden Siedlungen Kamara, Agia Triada, Potami und Rizovrachos bildet die Kleinstadt einen Stadtbezirk (Dimotiki Kinotita Δημοτική Κοινότητα) im Gemeindebezirk Pythagorio.

## Lage
Mytilinii liegt in etwa 150 m Höhe auf Hügeln im nordwestlichen Chisios-Tal an der Landstraße Vathy-Chora (Επαρχιακή Οδός Βαθιού-Χώρας). Die Siedlung Rizovrachos liegt unmittelbar südlich, Potami Mesokambou mehr als 6 Kilometer südwestlich in Küstennähe. Nächstgelegener Ort ist Chora etwa 2,7 Kilometer südlich. Pythagorio liegt 7 km südlich, die Stadt Samos weniger als 7 Kilometer nordöstlich.
Angrenzende Ortschaften und Stadtbezirke sind Vathy im Osten, Kokkari und Vourliotes im Norden, sowie Mavratzei im Westen und Chora und Pythagorio im Süden.

## Geschichte
Reste von Befestigungsanlagen in der Umgebung lassen eine Besiedelung der Gegend in antiker Zeit vermuten. Mitte des 17. Jahrhunderts wurde der Ort von Menschen aus Lesbos wiederbesiedelt und aufgrund ihrer Herkunft Mytilinii genannt.
Im 19. Jahrhundert war hier eines der Hauptanbaugebiete für Tabak auf Samos. Auf dem Höhepunkt der Tabakerzeugung lag die Jahresproduktion bei über 1.280 Tonnen. Heute ist Mytilinii landwirtschaftlich geprägt. Es werden hauptsächlich Oliven angebaut.
Mit der Umsetzung der Gemeindereform nach dem Kapodistrias-Programm im Jahr 1997 erfolgte die Eingliederung von Mytilinii in die Gemeinde Pythagorio. Zum 1. Januar 2011 führte die Verwaltungsreform 2010 die ehemaligen Gemeinden der Insel zur neu geschaffenen Gemeinde Samos (Dimos Samou Δήμος Σάμου) zusammen.
Einwohnerentwicklung von Mytilinii
| Name              | griechischer Name  | 1913 | 1920 | 1928 | 1940 | 1951 | 1961 | 1971 | 1981 | 1991 | 2001 | 2011 |
| ----------------- | ------------------ | ---- | ---- | ---- | ---- | ---- | ---- | ---- | ---- | ---- | ---- | ---- |
| Mytilinii         | Μυτιληνιοί         | 5040 | 5042 | 5519 | 5275 | 4162 | 3346 | 2430 | 2326 | 2602 | 2340 | 1982 |
| Kamara            | Καμάρα             |      |      |      |      |      |      |      |      | 0002 | 0004 | 0003 |
| Moni Agia Triadas | Μονή Αγίας Τριάδος | *    | *    | *    | 0011 | 0012 | 0002 | 0004 | 0002 | 0002 | 0004 | 0019 |
| Potami Mesokambou | Ποτάμι Μεσοκάμπου  |      |      |      |      |      |      |      |      | 0018 | 0079 | 0040 |
| Rizovrachos       | Ριζοβράχος         |      |      |      |      |      |      |      |      | 0008 | 0010 | 0063 |
| Gesamt            | Gesamt             |      | 5042 | 5519 | 5286 | 4174 | 3348 | 2434 | 2328 | 2602 | 2437 | 2107 |

*das Kloster Agia Triada zählte bis 1928 administrativ zu Tigani
Am südlichen Ortsrand befindet sich seit 1994 das Museum der Naturgeschichte der Ägäis, das das frühere Paläontologische Museum ersetzt und dessen bedeutende Sammlung an Fossilien übernommen hat. Neben der Präsentation der in der Umgebung Mytiliniis ausgegrabenen versteinerten Reste von Säugetieren aus dem Miozän (Alter: 8 bis 10 Millionen Jahre) bietet das Museum einen Überblick über die heutige Tier- und Pflanzenwelt der Ägäis, einschließlich des maritimen Lebensraums. Darüber hinaus werden Mineralien aus aller Welt ausgestellt. Das Museum, das jährlich mehr als 30.000 Gäste anzieht, beherbergt auch eine volkskundliche Sammlung.